# Кінгсайз (фільм)

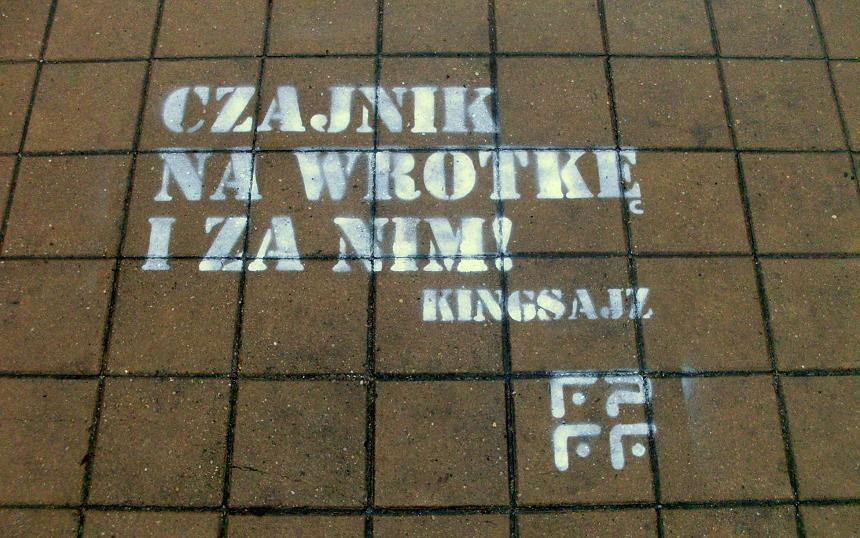
Цитата «Чайник на ролики, і за ним!» з фільму «Kingsajz» XXXIV Фестиваль польського кіно в Гдині 2009 року.

«Кінгсайз» (пол. Kingsajz, Польща, 1987) — казкова сатирична кінокомедія Юліуша Махульського, у якій розповідається про гномів, що побудували державу з тоталітарним режимом.

## Сюжет
Ольгерд Єдлина (Яцек Хмельник) веде подвійне життя. У звичайному людському світі він — співробітник солідного журналу, але насправді — виходець з Шафландії, країни гномів, що розкинулася в каталожних ящиках наукової бібліотеки. Перетворитися з гнома на повнорозмірну людину йому допоміг чарівний препарат Кінгсайз, рецепт якого в Шафландії є суворою державною таємницею, і за її зберіганням стежить особисто глава гномівських спецслужб Шкідливий (Єжи Штур). У країні гномів — найсуворіші тоталітарні порядки, а жінок — взагалі немає! Не дивно, що жителі її рвуться у великий світ. Але й там втікачі, що перетворилися, повинні для того, щоб не розвтілитись назад у гномів, щодня випивати пляшку «Поло-Кокти» — тонізувального газованого напою і до того ж постійно ховатися від «спецгномів» — співробітників держбезпеки Шафландії, що полюють на «зрадників».
Другу Ольгерда і також колишньому гномові — талановитому хіміку на ім'я Адась — вдається розшифрувати формулу препарату. «Спецгноми» вистежили Адася і ввели йому препарат, який перетворив його назад на гнома, після чого Адася переправили до Шафландії, де на нього чекає страта. Щоб врятувати Адася і дізнатися у нього формулу «кінгсайзу», Ольгерд також повертається в Шафландію.
Дуже цікава і метафорична кінцівка фільму: камера від'їжджає назад, показуючи, що поїзд з героями їде іграшковою дорогою. А потім на панораму Варшави (Будинок Культури) накладається інтертитр із замковою щілиною: натяк на те, що наш світ — лише маленька країна в чиїйсь шафі.

## В ролях
| Актор                  | Роль                                                                     |
| ---------------------- | ------------------------------------------------------------------------ |
| Яцек Хмельник          | Ольгерд Єдлина, журналіст журналу «Коник»                                |
| Єжи Штур               | надначальник Зловредний (Кількуядек)                                     |
| Катажина Фігура        | Аля, модельєр, колишній гном                                             |
| Марек Вальчевський     | батько Алі                                                               |
| Гжегож Хероминьський   | Адась Хапс, хімік, який розшифрував формулу Кінгсайзу                    |
| Ліза Махульська        | Єва, модель, наречена Ольгерда                                           |
| Ян Махульський         | Квінтек, колишній гном                                                   |
| Ольгерд Лукашевич      | Параграф, журналіст, колишній колега Ольгерда                            |
| Леонард Петрашак       | Крамерко, колишній гном                                                  |
| Вітольд Пиркош         | Зенек Бомбаліна, головний редактор журналу «Коник»                       |
| Здіслав Кузьняр        | чоловік у береті, в якого Ольгерд намагався викрасти пляшку «Поло-Кокти» |
| Беата Тишкевич         | дама на базарі                                                           |
| Броніслав Вроцлавський | Пицьо, спецгном                                                          |
| Мацей Козловський      | Вась, спецгном                                                           |
| Йоахім Лямжа           | Зіль, спецгном                                                           |
| Леон Харевич           | Гіль, спецгном                                                           |
| Ришард Котис           | Носач, ув'язнений в Шафландській в'язниці                                |
| Влодзімеж Мусял        | бармен                                                                   |
| Ельжбета Ясиньська     | директор магазину                                                        |

## Творці фільму
- Автори сценарію: Юліуш Махульський, Іоланта Хартвіг
- Режисер-постановник: Юліуш Махульський
- Оператор-постановник: Єжи Лукашевич
- Художник-постановник: Януш Сосновський
- Композитор: Кшесимір Дембський
- Звукооператор: Марек Вронко
- Художник по костюмах: Малгожата Брашка
- Монтажер: Мирослава Гарлицкая
- Директор фільму: Анджей Солтисик
- Пісні виконують: Майка Єжовська, Ганна Юркштович, Мечислав Щешняк

Фільм знято на кіностудії «Кадр» (Лодзь) у 1987 році.

## Факти
- Яцек Хмельник, Ян Махульський і Леонард Петрашак, які у дилогії «Ва-банк» грали Мокса, Квінто і Крамера відповідно, в «Кінгсайзі» грають гномів з іменами Ольгерд, Квінтек і Крамерко.
- У фільмі звучить фраза: «Це буде справжня секс-місія!». «Секс-місія» — це один із попередніх фільмів Ю. Махульського.
- «Поло-Кокта» — напій, що реально існував. Він виник як польська «відповідь» на хвилі популярності двох американських «кол» — Кока-Коли і Пепсі-Коли, що з'явилися в ПНР приблизно в той самий час (Кока-Кола з 1972 р. вироблялася за ліцензією на варшавському алкогольному заводі «Варсовин»; Пепсі-Кола вироблялася за принципом франчайзингу з 1973). Іноземцям (зокрема, студентам) цей напій за смаком нагадував суміш Кока-Коли та Пепсі. Виробництво «Поло-Кокти» було зупинено після відкриття «залізної завіси». Вже у двотисячних роках виробництво «Поло-Кокти» було відновлено (під злегка зміненим найменуванням «Поло-Кола»), причому в рекламі напою використовували цитати з «Кінгсайзу».
- У фільмі також є прихована реклама магазинів самообслуговування (згодом супермаркетів) «Społem».
- Будівля, в якій розташовувалася редакція вигаданого журналу «Коник» належить ректорату лодзької політехніки, а назва журналу — алюзія на видаваний і понині в Польщі «Цвіркун».
- Картки на мух — сатиричне відображення системи раціонування, що існувала в ПНР до 1989 року.
- В останньому епізоді пасажир вагона за крайнім столиком — Юліуш Махульський.